# 薛军胜
薛军胜（？—1268年），燕地人，元朝军事人物，薛塔剌海之子。
薛塔剌海死后，军胜的哥哥薛夺失剌，袭为都元帅，南攻江淮，有功。1250年，薛夺失剌去世，军胜袭为都元帅。1258年，跟随忽必烈攻打南宋钓鱼山、苦竹崖、大良平、青居山。破重庆、马湖、天水，赐给他白金、鞍马等物。中统三年（1262年），李璮在济南反叛，薛军胜用炮破其城。至元五年（1268年），跟随大军围南宋襄阳。三月去世。其子薛四家奴。